# Alfonso Calderón Velarde
Alfonso Genaro Calderón Velarde  (Calabacillas, Chihuahua, 19 de septiembre de 1913-Los Mochis, Sinaloa, 14 de abril de 1990) fue un sindicalista y político mexicano.

## Biografía
De cuna humilde, siendo un niño, sus padres se van a vivir a San José de Gracia, Sinaloa, y de ahí, a los 7 años como nunca se cansó de repetirlo Calderón y fue lema de su campaña: "llegué a Los Mochis a batir el lodo con los pies descalzos”.
De muy joven ingresa como ayudante de electricista a la United Sugar Company, conocida ayer como la Compañía Azucarera de Los Mochis, S.A., donde comienza su carrera como líder obrero ocupando algunos cargos dentro de las filas de SICAE, organismo mochitense antecesor de la F.T.S.
Apenas alcanzó a cursar la primaria, aunque, como él lo decía, egresó de la universidad de la vida.
Comienza su carrera política dentro del poder legislativo, durante el régimen del presidente Miguel Alemán fue diputado federal, miembro de la XL Legislatura.
En 1951 fue tesorero municipal de Ahome; presidente del Comité Municipal del PRI y oficial del Registro Público de la Propiedad; posteriormente en 1963 y 1965, alcalde de Ahome; secretario general de la FTS, diputado federal otra vez, senador de la República, y luego brincaría a la gubernatura. Después sería secretario tercero adjunto el CEN de la CTM, y subsecretario de pesca.
En 1962 Leopoldo Sánchez Celis es postulado candidato a la gobernatura sinaloense y propone a Alfonso G. Calderón para la alcaldía de Ahome.Con Calderón se inició la trasformación urbanista de los Mochis, que luego continuara con igual denuedo el “zorro plateado” Canuto Ibarra Guerrero. 
Al concluir Calderón con su administración, Sánchez Celis lo llevó a liderar la Federación de los Trabajadores de Sinaloa y con su apoyo a la diputación federal.
Fue gobernador de Sinaloa de 1975 a 1980. Durante su etapa como gobernador se edifició el palacio de gobierno con un coste de más de mil millones de pesos, incluyendo la sede del recinto del Supremo Tribunal de Justicia.
Levantó en Culiacán un centro de cultura y bellas artes: el DIFOCUR, que alberga todas las expresiones de la inteligencia sinaloense.
En cada cabecera municipal su gobierno levantó instalaciones para dar cabida a todas las dependencias estatales, antes dispersas por todos los rumbos de esas ciudades importantes de la entidad.
Con el concurso solidario de todas las clases sociales de Sinaloa y la inversión directa del gobierno del Estado construyó el Hospital del Niño DIF, con un costo de 100 millones de pesos.
Este centro hospitalario moderno, funciona, está dotado de gimnasio, auditorio, centro de capacitación técnica para la mujer, farmacia, centro de desarrollo infantil, centro de rehabilitación terapéutica, escuela de educación especial, taller de costura y oficinas administrativas.
El gabinete calderonista estuvo integrado por los licenciados Eleuterio Ríos Espinosa y Marco Antonio Arroyo Cambero, en la Secretaría General de Gobierno, y en la subsecretaría por las también abogados Raúl Rene Rosas Echeverría y Jorge Romero Zazueta; en la Secretaría de Finanzas, el C.P. Roberto Wong Leal; en Educación: el profesor J. Manuel Ibarra Peiro; en la procuraduría, los licenciados Amado Estrada Domínguez y Víctor Manuel Guerra Félix y en particular, los licenciados Manuel Escobaza Barrantes, Carlos Noe Cota y Joel Amarillas.
De 1988 hasta su fallecimiento fue secretario de Acción Obrera del comité ejecutivo nacional del PRI junto a Rigoberto Ochoa Zaragoza, que mantendría la secretaría hasta 1992.